# ريتشارد كاشن
ريتشارد كاشن (بالإنجليزية: Richard Cashin) هو مجدف أمريكي، ولد في 17 أبريل 1953 في واشنطن العاصمة في الولايات المتحدة.

## وصلات خارجية
- ريتشارد كاشن على موقع الاتحاد الدولي للتجديف (الإنجليزية)
- ريتشارد كاشن على موقع اللجنة الأولمبية الدولية (الإنجليزية)
- ريتشارد كاشن على موقع أوليمبيديا (الإنجليزية)